# Công nhận các cặp cùng giới ở Israel
Hôn nhân cùng giới không hợp pháp ở Israel. Chính phủ Israel đã đăng ký kết hôn cùng giới được thực hiện ở nước ngoài vì một số mục đích từ năm 2006. Tuy nhiên, do nhà nước chưa hợp pháp hóa hôn nhân dân sự ở Israel, những người chọn kết hôn phải chuyển sang một trong 15 tòa án hôn nhân tôn giáo được công nhận bởi nhà nước. Kể từ năm 2017, không ai trong số 15 tòa án tôn giáo này cho phép kết hôn cùng giới dưới sự bảo trợ tương ứng của họ. Do đó, những người Israel muốn có hôn nhân cùng giới được Chính phủ Israel công nhận trước tiên phải kết hôn ngoài Israel, trong một khu vực tài phán mà những cuộc hôn nhân đó là hợp pháp, và sau đó đăng ký khi trở về nhà.

## Lịch sử
Cơ quan tôn giáo cho các cuộc hôn nhân của người Do Thái là Rabbinate của Israel, và có các cơ quan song song cho các Kitô hữu, Hồi giáo và Druze, với tổng số 15 tòa án tôn giáo. Những điều này quy định tất cả các cuộc hôn nhân và ly dị cho cộng đồng riêng của họ. Hiện tại, tất cả họ đều phản đối hôn nhân cùng giới. Tuy nhiên, nếu quan điểm của một trong những cơ quan này thay đổi, tuy nhiên, sẽ là hợp pháp khi các thành viên của cộng đồng tôn giáo đó bước vào hôn nhân cùng giới ở Israel. Nghi lễ cưới cùng giới không có ý nghĩa pháp lý có thể được tiến hành ở Israel, kết hợp với hôn nhân nước ngoài được pháp luật công nhận, cho phép cả hai nghi lễ cưới cùng giới ở Israel và công nhận hợp pháp hôn nhân cùng giới ở Israel, với điều kiện Giấy chứng nhận kết hôn đến từ một quốc gia khác. Đám cưới thành phố không chính thức đầu tiên diễn ra vào tháng 8 năm 2009 sau cuộc diễu hành Pride Pride; Năm cặp vợ chồng đã được Thị trưởng Ron Huldai kết hôn. Câu thơ truyền thống cho các nghi lễ đám cưới từ Thi-thiên 137, "Nếu tôi quên ngươi, hỡi Giê-ru-sa-lem, hãy để tay phải héo...", nhưng thay thế Giê-ru-sa-lem bằng Tel Aviv, thành phố thân thiện với người đồng tính nhất của Israel.

### Hôn nhân nước ngoài
Hôn nhân cùng giới được thực hiện ở nước ngoài tại một khu vực tài phán nơi các cuộc hôn nhân đó là hợp pháp có thể được ghi nhận tại Israel Cục quản lý biên giới, dân số và nhập cư, theo phán quyết tháng 11 năm 2006 Tòa án công lý cao định nghĩa các hồ sơ như vậy là "đúng mục đích thống kê", do đó tránh sự công nhận chính thức về hôn nhân cùng giới của nhà nước. Vụ kiện được đệ trình bởi năm cặp vợ chồng nam Israel kết hôn ở Canada.
Phán quyết này bị lên án mạnh mẽ bởi các chính trị gia bảo thủ, bao gồm cả Do Thái giáo Torah MK Moshe Gafni, người đã gọi phán quyết này là "sự phá hủy đơn vị gia đình ở bang Israel".
Vào tháng 12 năm 2012, một Ramat Gan tòa án gia đình đã cho phép một cặp vợ chồng cùng giới kết hôn ly hôn hợp pháp. Đây là một quyết định đầu tiên của loại hình này, thiết lập một tiền lệ không ràng buộc.
Vào tháng 12 năm 2016, Tổng chưởng lý Avichai Mandelblit đã ban hành một hướng dẫn cho Bộ Nội vụ Israel để xem xét đơn xin nhập tịch của các cặp cùng giới và khác giới theo cùng một điều khoản. Người phối ngẫu cùng giới của một người Israel bây giờ sẽ có thể yêu cầu quyền công dân Israel với tốc độ tương đương với người phối ngẫu khác giới. Trước đây, các cặp cùng giới phải chờ tới bảy năm và thường chỉ được cấp thường trú, thay vì quyền công dân. Quá trình này nhanh hơn nhiều đối với các cặp đôi khác giới. Quyết định này được đưa ra để đáp lại một vụ kiện được đệ trình lên Tòa án Công lý cấp cao của Hiệp hội những người cha đồng tính.
Hôn nhân cùng giới được tổ chức ở nước ngoài không được các nhà chức trách tôn giáo ở Israel công nhận.

### Sống chung không đăng ký
Mặc dù thực tế rằng hôn nhân cùng giới (hoặc hôn nhân dân sự khác giới) không hợp pháp ở Israel, các cặp cùng giới và khác giới chưa kết hôn có quyền truy cập như nhau vào nhiều quyền của hôn nhân theo hình thức "chung sống không đăng ký  " (tiếng Do Thái: זוגיות לא-רשומה; tiếng Ả Rập: المساكنة غير المسجلة) tình trạng, tương tự như hôn nhân theo luật chung.

### Pháp luật
Vào tháng 2 năm 2009, MK Nitzan Horowitz (Meretz) đã đưa ra một dự luật hôn nhân dân sự bao gồm các điều khoản cho hôn nhân cùng giới. Dự luật đã bị từ chối vào tháng 5 năm 2012 trong một cuộc bỏ phiếu 39 đến 11, với 70 người không tham dự.
Vào tháng 3 năm 2010, Knesset đã thông qua  Luật Kết hợp Dân sự cho Công dân không có Liên kết Tôn giáo, 2010  (tiếng Do Thái: 2010-חוק ברית הזוגיות לחסרי דת, התש"ע; tiếng Ả Rập: قانون الاتحاد المدني للمواطنين عديمي الانتماء الديني، 2010). Luật pháp cho phép các cặp vợ chồng thành lập một liên minh dân sự ở Israel nếu cả hai đều được đăng ký là chính thức không thuộc về tôn giáo nào. Tuy nhiên, cặp đôi này phải là một cặp đôi khác giới. Vào tháng 10 năm 2012, Tòa án Tối cao đã giữ nguyên hiệu lực của luật pháp. Vào năm 2016, chỉ có 121 cặp vợ chồng đã tham gia vào kết hợp dân sự.
Vào tháng 6 năm 2013, Hatnuah MKs, dẫn đầu bởi Bộ trưởng Tư pháp Tzipi Livni, đã giới thiệu một dự luật có thể cung cấp cho các đoàn thể dân sự ở Israel cho cả người khác giới và cùng cặp vợ chồng cùng giới. Vào tháng 10 năm 2013, Yesh Atid MKs, dẫn đầu bởi Bộ trưởng Tài chính Yair Lapid, đã giới thiệu một dự luật tương tự. Meretz MK Zehava Gal-On đã giới thiệu một dự luật hôn nhân dân sự bao gồm các điều khoản cho hôn nhân cùng giới.
Vào ngày 8 tháng 7 năm 2015, Knesset đã từ chối dự luật liên minh dân sự do Yesh Atid đề xuất và dự luật hôn nhân dân sự do Meretz đề xuất. Knesset đã bỏ phiếu 39-50 để từ chối hai dự luật. Dự luật của Hatnuah đã bị Knesset từ chối vào ngày 22 tháng 2 năm 2016 trong cuộc bỏ phiếu 40-47.
Một dự luật kết hôn cùng giới đã thất bại ở Knesset vào tháng 6 năm 2018 bởi ba phiếu, 42 đến 39. Nhà tài trợ của dự luật, MK Stav Shaffir từ Liên minh Zionist, đổ lỗi cho thất bại của mình đối với MK từ Chính phủ liên minh đã hứa công khai rằng họ sẽ bỏ phiếu ủng hộ, nhưng thay vào đó chọn bỏ phiếu chống lại hoặc từ chối bỏ phiếu. Cuộc bỏ phiếu diễn ra ngay sau khi ước tính 250.000 người đã diễu hành trong cuộc diễu hành Tel Aviv Pride và một cuộc thăm dò ý kiến cho thấy phần lớn người Israel ủng hộ hôn nhân cùng giới.

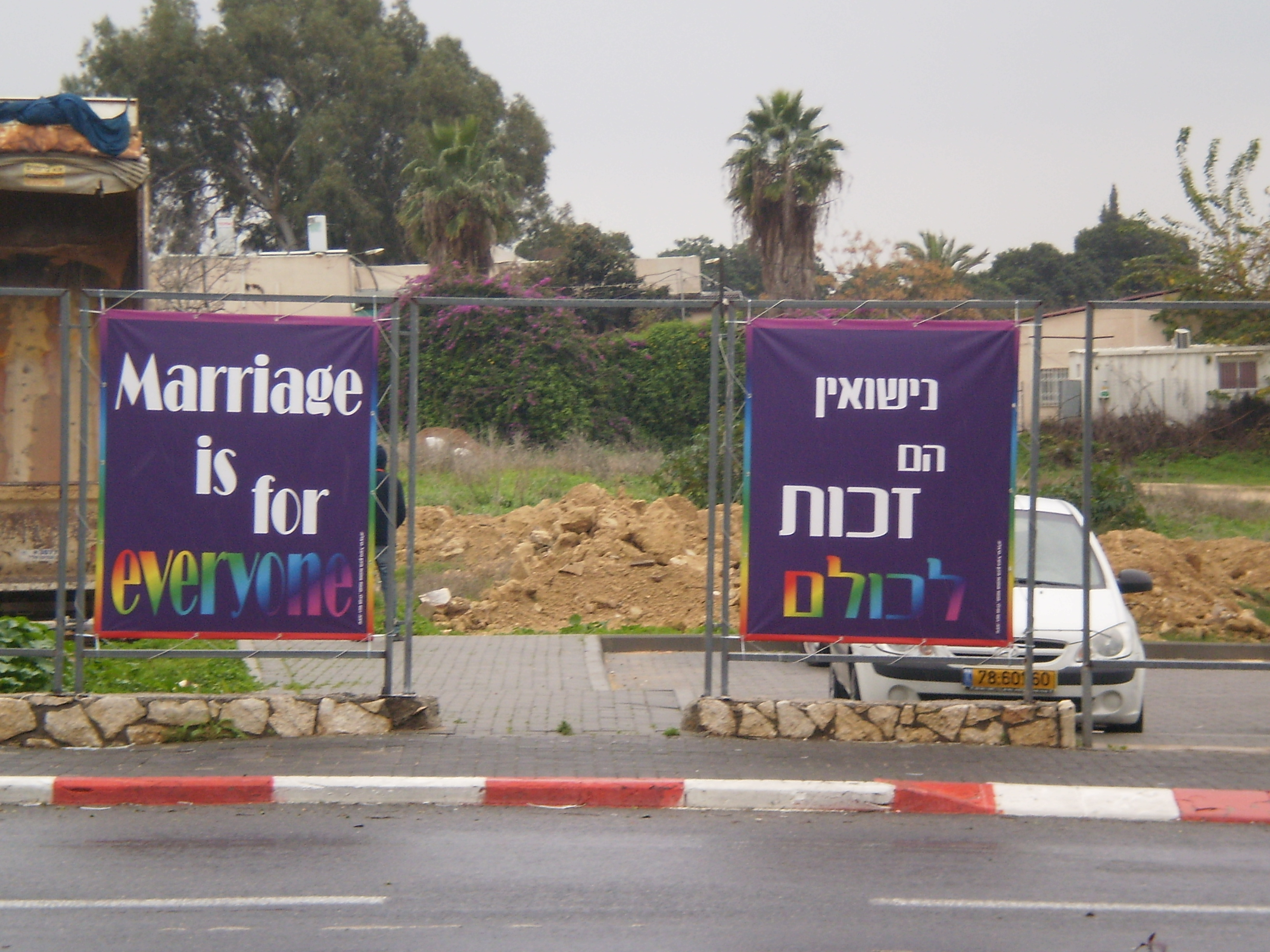
Dấu hiệu ủng hộ hôn nhân cùng giới ở Israel

### Những thách thức pháp lý
Vào tháng 11 năm 2015, Lực lượng đặc nhiệm LGBT quốc gia của Israel đã kiến nghị [[Tòa án tối cao của Israel tòa án dân sự từ việc thực hiện hôn nhân cùng giới. Tòa án đã không ngay lập tức chống lại hiệu lực của đơn khởi kiện. Vào tháng 1 năm 2017, tại một phiên tòa công khai và với tư cách là Tòa án công lý cao, hai thẩm phán của tòa án ngụ ý vấn đề hôn nhân dân sự và cùng giới là trách nhiệm của Knesset, thay vì tòa án. Tòa án đã đưa ra phán quyết vào ngày 31 tháng 8 năm 2017, xác định vấn đề là trách nhiệm của Knesset chứ không phải tư pháp.

## Hỗ trợ chính trị
Các đảng chính trị đại diện tại Knesset vào năm 2015 đã bày tỏ sự ủng hộ đối với hôn nhân cùng giới bao gồm Lao động, Yesh Atid, Hatnuah, Meretz, Hadash và Kulanu.
- Likud: Vị trí chính thức chưa được làm rõ. Các thành viên Likud cá nhân, như Limor Livnat, Tzachi Hanegbi, Gila Gamliel và Miri Regev, đã bày tỏ sự ủng hộ cho quyền của người đồng tính,[26][27][28] và một trong những thành viên của đảng, Amir Ohana, là người đồng tính công khai.[29] Thủ tướng Benjamin Netanyahu đã không nêu quan điểm về hôn nhân cùng giới, mặc dù ông đã bày tỏ sự ủng hộ đối với quyền LGBT.[30][31] Trên la bàn bầu cử do Kieskompas đưa ra cho cuộc bầu cử năm 2015, Likud được phân loại là "Có xu hướng đồng ý" với tuyên bố "Hôn nhân cùng giới nên được hợp pháp hóa".[32]
- Yisrael Beytenu: Mặc dù đảng là một người ủng hộ mạnh mẽ cho hôn nhân dân sự nói chung, vị trí chính thức về vấn đề quyền của người đồng tính vẫn chưa được làm rõ.[27][33] Trên la bàn bầu cử do Kieskompas nghĩ ra cho cuộc bầu cử năm 2015, Yisrael Beytenu được phân loại là "Có xu hướng không đồng ý" với tuyên bố "Hôn nhân cùng giới nên được hợp pháp hóa".[32]
- Nhà của người Do Thái: Nhà Do Thái phản đối hôn nhân cùng giới trên cơ sở tôn giáo,[33] nhưng ủng hộ việc mở rộng một số quyền nhất định, chẳng hạn như giảm thuế, cho các cặp cùng giới.[33]
- Shas: Mặc dù đảng luôn bảo thủ về các vấn đề tôn giáo và nhà nước, Shas MK Ya'akov Margi đã nói với Watch Plismism Watch, để trả lời câu hỏi của họ về quyền của người đồng tính, rằng "quyền của công dân Israel không thể bị bỏ qua, bất kể những gì họ nghĩ và cách họ cư xử trong cuộc sống cá nhân của họ."[27] Vào tháng 9 năm 2017, Shas MK Yigal Guetta đã từ chức khỏi Knesset dưới áp lực của thỏ sau khi tham dự cuộc hôn nhân của cháu trai đồng tính.[34]
- Đạo Do Thái Hoa Torah: Đảng phản đối hôn nhân cùng giới và quyền LGBT rộng hơn.[35]

Sau khi Tổng thống Mỹ Obama chứng thực hôn nhân cùng giới vào tháng 5 năm 2012, lãnh đạo phe đối lập và người đứng đầu Đảng Lao động Shelly Yachimovich, Phó Thủ tướng Moshe Ya'alon của đảng cầm quyền Likud, và nhiều bộ trưởng và thành viên quốc hội khác của cả liên minh và phe đối lập tuyên bố rằng họ đã đồng ý. Cựu Tổng thống Shimon Peres cũng bày tỏ sự ủng hộ đối với hôn nhân cùng giới vào năm 2013.
Sau tổng tuyển cử năm 2013, hai đảng ủng hộ hôn nhân cùng giới đã tham gia vào liên minh cầm quyền: Yesh Atid và Hatnuah.
Meretz và Hadash từ lâu đã có sự chia rẽ đồng tính. Năm 2009, Kadima, do Tzipi Livni dẫn đầu, đã trở thành đảng lớn đầu tiên của trung tâm thành lập một bộ phận đồng tính. Lao động và Likud sớm theo sau phù hợp. Yesh Atid cũng có một bộ phận đồng tính.
Vào tháng 2 năm 2013, Thị trưởng của Tel Aviv Ron Huldai bày tỏ sự ủng hộ của ông đối với hôn nhân cùng giới. Vào tháng 5 năm 2015, sau khi Hôn nhân đồng giới ở Cộng hòa Ireland.